# A.mar, donde el amor teje sus redes
A.mar, donde el amor teje sus redes é uma telenovela mexicana produzida por Ignacio Sada Madero para a TelevisaUnivision e exibida pelo Las Estrellas entre 10 de fevereiro de 2025 a 13 de junho de 2025, substituindo Papás por conveniencia e sendo substituída por Monteverde. A novela é baseada na história chilena de 2021 criada por Jonathan Cuchacovich, Amar profundo, sendo desenvolvida por Juan Carlos Alcalá.
É protagonizada por David Zepeda, Eva Cedeño, Pedro Moreno e Sofía Olea e antagonizada por Laura Carmine, Víctor González, Diego de Erice, Gaby Mellado, Jonnathan Kuri, Fabiola Andere, Martín Brek, Eugenia Cauduro, Martín Rojas e Olivia Collins e atuações estelares de Diana Haro, Ramsés Alemán, Lalo Palacios, Andrés Vázquez, Claudia Troyo, José Montini e Gaby Ramírez e a primeira atriz Ana Martín e dos primeiroes atores Sergio Reynoso e Ricardo Vera.

## Enredo
Estrella Contreras, uma mãe solteira que luta para criar sua filha Azul, retorna à sua cidade natal após a morte do pai, onde conhece Fabián Bravo, um pai viúvo e pescador que luta para recuperar a custódia de sua filha Yazmin. Eles se apaixonam, mas isso será complicado pelas intrigas de Érika Méndez, ex-namorada de Fabián, e pela ambição de Sergio Falcón, um poderoso empresário e pai de Azul, que busca impedir o relacionamento deles, levando Fabián e Estrella a enfrentar um turbilhão de infortúnios, sempre zelando pelo bem-estar de suas famílias.

## Elenco
- David Zepeda - Fabián Bravo Jiménez
- Eva Cedeño - Estrella Contreras Lara
- Pedro Moreno - Gabriel Arenas Neira
- Laura Carmine - Érika Méndez García / Érika Contreras Méndez
- Víctor González - Sergio Falcón Tagle
- Sergio Reynoso - Gonzalo Bravo
- Ana Martín - Mercedes "Meche" Lara de Contreras
- Sofía Olea - Marina Chamorro / Antonia Montoya Báez "La Sirena"
- Diego de Erice - Nicolás Fuentes Urrutia
- Gaby Mellado - Brisa Contreras Lara
- Diana Haro - Perla "Perlita" Contreras Lara
- Ramsés Alemán - Valentín Ríos
- Lalo Palacios - Pascual Ochoa
- Claudia Troyo - Teresa "Teresita" de Jesús García de Serrano
- José Montini - Nemesio Serrano Pérez
- Jonnathan Kuri - Juan José "Juanjo" Martínez
- Fabiola Andere - Adriana Montoya Flores de Fuentes
- Martín Brek - Porfirio Rojas
- Gaby Ramírez - Matilde Rosado
- Karla Gaytán - Yazmín Bravo Cuevas
- Andrés Vázquez - Oliver Parra
- David Ulloa - Xavier Lazcano
- Camille Mina - Azul Falcón Contreras / Azul Contreras Lara
- Sebastián Guevara - Iker Arenas Neira / Nicolás "Nico" Fuentes Montoya
- Juan Carlos Barreto - Ulises Contreras
- Eugenia Cauduro - Gertrudis Cuevas Castillo
- Ricardo Vera - Lorenzo Falcón Jara
- Martín Rojas - Jacinto López "Tiburón"
- Irantzu Herrero - Beatriz Espinoza Brizuela
- Juan Sahagún
- José Luis Duval
- Andrea Portugal - Laura Cuevas Castillo de Bravo
- Arturo Vázquez - Víctor
- Olivia Collins - Rosalba Méndez García
- Lucero Lander
- Mundo Siller
- Valery Raz - Yazmín Bravo Cuevas (menina)

## Produção
Em 9 de agosto de 2024, Ignacio Sada Madero foi nomeado produtor executivo de um remake da telenovela chilena de 2021, Amar profundo, substituindo Nicandro Díaz González após sua morte em março de 2024. Poucos dias depois, Eva Cedeño e David Zepeda foram confirmados nos papéis principais. Ao longo do final de agosto e início de setembro, Sada revelou o elenco e os personagens por meio de suas contas nas redes sociais. As filmagens começaram em 7 de outubro de 2024.

## Audiência
| Horário               | # Eps. | Estreia                 | Estreia           | Final               | Final           | Posição | Temporada | Classificação geral |
| Horário               | # Eps. | Data                    | Primeiro capítulo | Data                | Último capítulo | Posição | Temporada | Classificação geral |
| --------------------- | ------ | ----------------------- | ----------------- | ------------------- | --------------- | ------- | --------- | ------------------- |
| Segunda – Sexta 20h30 | 90     | 10 de fevereiro de 2025 | 5.19              | 13 de junho de 2025 | 5.07            | #1      | 2025      | 4.68                |